# 14539 Клоке Ройланд
14539 Клоке Ройланд (14539 Clocke Roeland) — астероїд головного поясу, відкритий 10 вересня 1997 року.
Тіссеранів параметр щодо Юпітера — 3,415.